# Ao voltar do samba
Ao voltar do samba é um samba de Synval Silva gravado por Carmen Miranda com o Grupo do Canhôto em 26 de março de 1934 e lançado pela RCA Victor.
Em 1998, a BMG lançou um box com três álbuns contendo as gravações feitas por Carmen entre 1930 e 1935, incluindo "Ao voltar do samba". Este álbum figurou na lista do livro Os 100 Melhores CDs da MPB, do autor André Domingues.

## Regravações
Gal Costa e Toquinho cantaram essa canção em um especial exibido pela TV Tupi em 1970.